# Jihad Ward
Jihad Ward (Filadelfia, 11 maggio 1994) è un giocatore di football americano statunitense che milita nel ruolo di defensive end per i Minnesota Vikings della National Football League (NFL).

## Carriera

### Oakland Raiders
Al college, Ward giocò a football con gli Illinois Fighting Illini dal 2014 al 2015. Fu scelto nel corso del secondo giro (44º assoluto) nel Draft NFL 2016 dagli Oakland Raiders. Nella sua stagione da rookie disputò tutte le 16 partite, 13 delle quali come titolare, mettendo a segno 30 tackle. L'anno successivo gli infortuni lo limitarono a sole 5 presenze, riuscendo tuttavia a mettere a segno il suo primo sack.

### Dallas Cowboys
Il 28 aprile 2018 Warfd fu scambiato con i Dallas Cowboys per Ryan Switzer. Il 1º settembre 2018 fu svincolato.

### Indianapolis Colts

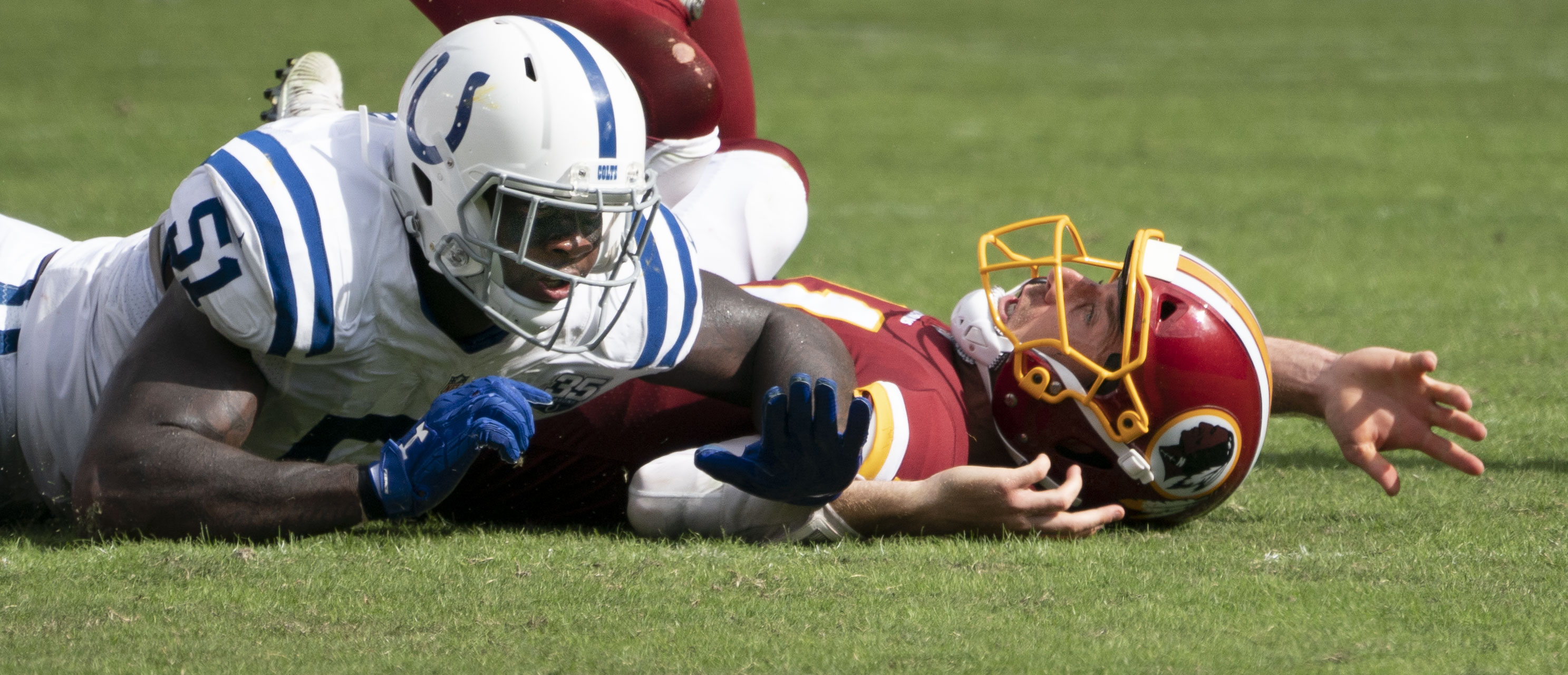
Ward in una gara contro i Washington Redskins nel 2018

Il 3 settembre 2018 Ward firmò con la squadra di allenamento degli Indianapolis Colts. Fu promosso nel roster attivo il 13 settembre 2018. Il 26 ottobre 2018 fu inserito in lista infortunati per un problema a una caviglia. Malgrado l'avere disputato solamente sei partite in quella stagione, mise a segno 3 sack.
Il 1º ottobre 2019 Ward fu svincolato dai Colts.

### Baltimore Ravens
Il 7 ottobre 2019 Ward firmò con i Baltimore Ravens. In quella stagione disputò 14 partite, con un sack.
Il 21 marzo 2020 Ward rifirmò con i Ravens. Il 26 novembre fu inserito nella lista dei positivi al COVID-19, tornando nel roster attivo il 5 dicembre 2020. In quella stagione disputò 10 partite, con 16 placcaggi e 2 passaggi deviati.

### Jacksonville Jaguars
Il 17 marzo 2021 Ward firmò un contratto di un anno del valore di 2,5 milioni di dollari con i Jacksonville Jaguars. Con essi disputò tutte le 17 partite, di cui una come titolare, facendo registrare 32 tackle e 2 sack.

### New York Giants
Il 21 marzo 2022 Ward firmò con i New York Giants un contratto di un anno. Nel 2022 disputò tutte le 17 partite, di cui 11 come titolare, facendo registrare un primato personale di 43 tackle, oltre a 3 sack.
Ward rifirmò con i Giants il 29 marzo 2023. Chiuse la stagione disputando tutte le 17 partite, di cui 11 come titolare, con un record in carriera di 5 sack.

### Minnesota Vikings
Il 20 marzo 2024 Ward firmò con i Minnesota Vikings.

## Vita privata
Ward è musulmano. Ha affermato che il suo nome, Jihād, popolare nell'area in cui è cresciuto a Filadelfia, viene spesso frainteso a causa degli stereotipi negativi associati ad esso.